# Centro de Investigación en Astronomía, Astrofísica y Geofísica de Argel
El Centro de Investigación en Astronomía, Astrofísica y Geofísica de Argel (en francés, Centre de recherche en astronomie, astrophysique et géophysique, CRAAG), es un centro de investigación astronómica, también conocido como el Observatorio de Argel. Fue creado en 1985 a partir de la fusión del Observatorio de Bouzaréah, construido en 1890, y del Instituto de Física del Globo de Argel, fundado en 1931.

## Historia
La idea de crear un observatorio francés en el sur del Mediterráneo fue de Le Verriers en 1856. Este fue finalmente fundado en 1880 en el suburbio argelino de Bouzaréah. Su primer director fue Charles Trépied.
Debido a su particular localización, el observatorio participó en el proyecto de la Carte du Ciel utilizando un telescopio refractor de 32cm, tomando 1.260 fotografías del cielo en la región entre -2 y +4 grados de declinación. Además de ser utilizado para medidas de longitud en torno al planeta, desde este observatorio se descubrieron doce asteroides entre 1892 y 1940, dos de ellos llamados El Djezaïr y Bouzaréah.
Actualmente el observatorio tiene tres departamentos: el Departamento de Astronomía, el Departamento de Geofísica y el Departamento de Monitorización de Seísmos.
El instrumento principal del observatorio hoy en día es un telescopio Ritchey-Chrétien de 81cm de apertura.